# Pseudohaje nigra
Pseudohaje nigra är en ormart som beskrevs av Günther 1858. Pseudohaje nigra ingår i släktet Pseudohaje och familjen giftsnokar. IUCN kategoriserar arten globalt som livskraftig. Inga underarter finns listade i Catalogue of Life.
Arten förekommer i västra Afrika från Guinea till Togo. Den lever i låglandet och i kulliga områden upp till 500 meter över havet. Habitatet utgörs av fuktiga skogar. Troligtvis jagar arten grodor, ödlor, småfåglar och mindre däggdjur.